# Moraea flaccida
Moraea flaccida là một loài thực vật có hoa trong họ Diên vĩ. Loài này được (Sweet) Steud. miêu tả khoa học đầu tiên năm 1841.